# Der Prinz von Homburg

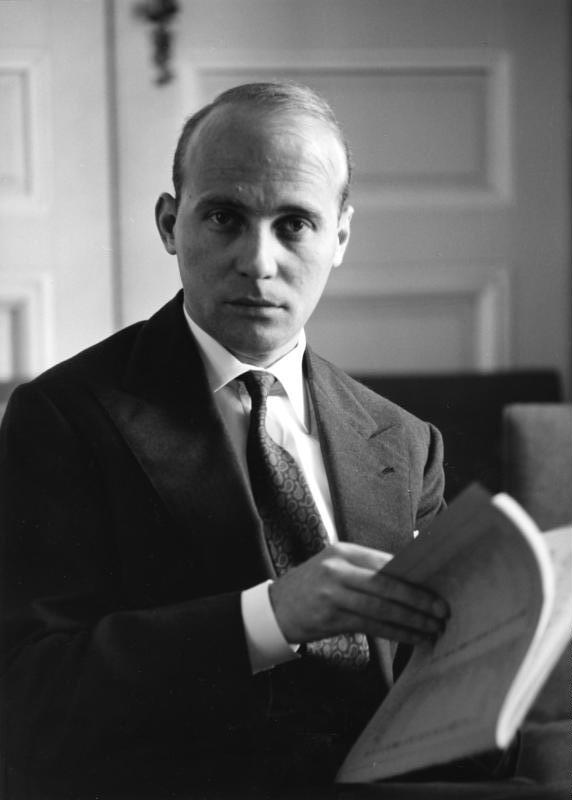
Hans Werner Henze

Der Prinz von Homburg är en opera i tre akter av Hans Werner Henze med libretto av Ingeborg Bachmann efter Heinrich von Kleists skådespel Prinz Friedrich von Homburg oder die Schlacht bei Fehrbellin (1811).

## Historia
Efter andra världskriget (eller åtminstone efter Richard Strauss död 1949) ansågs operan som en kontroversiell genre som troligtvis hade haft sin glansperiod (till exempel hade den inget intresse för kompositörerna inom den seriella musiken, förrän Luigi Nono 1960 skrev sitt verk Intermezzo). Denna uppfattning att operan var död som konstform delades inte av Henze, som skrev operor under hela 1950-talet. Der Prinz von Homburg var klar redan 1958 men fick sin premiär först 22 maj 1960 i Hamburg. Den togs emot väl av publiken och sattes senare upp i London 1962 och i Strasbourg (i en fransk översättning) 1969. Henze satte själv upp operan i Düsseldorf 1964 och reviderade den senare till en uppsättning i München 1992.
Det var filmregissören Luchino Visconti som föreslog för Henze att von Kleists dramatiska pjäs skulle utgöra ett idealiskt operalibretto. Enligt Henze handlar både dramat och operan om drömmarens glorifiering. Utöver detta tilltalades Henze av Kleists förmåga att uttrycka spänningarna mellan den poetiske hjälten och militarismens hårda tillvaro. Librettot skrevs av den österrikiska poeten Ingeborg Bachmann, och texten delas naturligt upp sig i recitativ, arior och ensembler. Tonsättningen av operan tillkom mitt under den tid då Henze var särskilt fascinerad av tidig 1800-talsopera, såsom Vincenzo Bellinis melankoli, Gioacchino Rossinis gnistrande teknik och Gaetano Donizettis passionerade inlevelse. Allt sammanblandades och nedkokades till Giuseppe Verdis robusta rytmer och stränga orkestrering.
Henze använder orkestern mer i formen av kammarmusik där varje scen har sin specifika instrumentering och baseras på speciella former såsom fuga, rondo eller passacaglia. Operan är tillägnad Igor Stravinskij.

## Personer
- Fredrik Vilhelm I av Brandenburg, kurfurste (tenor)
- Kurfurstinnan Lovisa Henrietta av Oranien-Nassau, hans fru (alt)
- Prinsessan Natalie av Oranien-Nassau, hennes brorsdotter (sopran)
- Prins Friedrich von Homburg (baryton)
- Greve Hohenzollern (tenor)
- Fältmarskalk Dörfling (baryton)
- Överste Obrist Kottwitz (bas)
- Tre officerare (tenor, baryton, bas)
- Tre hovdamer (sopran, mezzosopran, alt)

## Handling
Akt I
Det är natten före slaget vid Fehrbellin 1675 mellan Sverige och Brandenburg. Prins Friedrich von Homburg sitter i sin trädgård och fingrar på en lagerkrans medan han drömmer om seger och personlig berömmelse. Kurfursten anländer tillsammans med sitt följe. Han tar kransen från prinsen och ger honom i stället prinsessan Natalies hand. Försjunken i tankar råkar prinsen tappa en av Natalies handskar och mitt under förberedelsen av slaget märker han att han fortfarande håller handsken i sin hand. Han är djupt konfunderad.
Under slaget går han till attack trots motsatt order från kurfursten. Den senares död proklameras (felaktigt) och prins Friedrich möter sin älskade Natalie som återgäldar hans kärlek.
Men kurfursten lever och då prinsen gick emot hans order döms han till döden för olydnad - även om prinsens gärningar visade sig vinna slaget.
Akt II
Plågad av hemska mardrömmar om sin kommande död ber han Natalie att be kurfursten skona hans liv. Kurfursten lovar detta om hans order hade varit oriktig, vilket den i hans tycke inte var.
Akt III
Prinsen förlikar sig med sitt öde och hans officerare ber kurfursten att skona deras ledare. Han förs till avrättningsplatsen och upplever att mardrömmen är på väg att besannas, men han har nu accepterar sitt öde. Plötsligt kommer bud från kurfursten: Prinsens liv har skonats! Friedrich mottager lagerkransen och prinsessan Natalies hand.